# Sisodia
Sisodia (Hindi सिसोदिया), auch Sesodia, Shishodia, Shishodya, Sisodya, Sisodhya oder Sisodiya, ist der Name eines indischen Rajputen-Fürstengeschlechts aus Rajasthan, das seit dem 8. Jahrhundert n. Chr. bis zur Absetzung der Fürsten 1956 die Herrscher von Mewar stellte, zunächst mit Sitz in Chittorgarh, ab 1568 in Udaipur. Wie einige andere Rajputenclans, u. a. die Rathor von Jodhpur, leiten sie ihre Herkunft von der legendären Sonnendynastie Suryavansha (sanskrit सूर्यवंश) der Puranas ab, die sich auf den Gott Rama als Stammvater beruft.
Die Sisodia akzeptierten nach teilweise heroischem Widerstand zwar die Oberherrschaft der Muslime, vor allem der Mogulkaiser von Delhi, gingen aber – anders als die übrigen Rajputengeschlechter – keine Eheverbindungen mit den Eroberern ein. Mit Hilfe von Barden pflegten sie einen ausgeprägten Elitekult und beanspruchen bis heute eine Vorrangstellung unter dem indischen Adel.

## Namensträger
- Arvind Singh Mewar (* 1944), 76. Thronfolger der Mewar-Dynastie